# Tiercelet
Tiercelet település Franciaországban, Meurthe-et-Moselle megyében. Lakosainak száma 635 fő (2022. január 1.). Tiercelet Bréhain-la-Ville, Hussigny-Godbrange, Thil, Villers-la-Montagne és Villerupt községekkel határos.

## Népesség
A település népessége az elmúlt években az alábbi módon változott:
| Lakosok száma | 366  | 544  | 538  | 627  | 639  | 650  | 655  | 664  | 654  | 635  |
|               | 1968 | 1982 | 1990 | 2006 | 2013 | 2015 | 2017 | 2019 | 2020 | 2022 |